# Francisco Felisberto Dias Costa
Francisco Felisberto Dias Costa (Lisboa, 9 de fevereiro de 1853 — Lisboa, 15 de março de 1913) foi um oficial de engenharia do Exército Português, lente da Escola do Exército e do Instituto Industrial e Comercial de Lisboa. Militante do Partido Progressista, exerceu importantes funções políticas, entre as quais as de deputado, par do reino, Ministro da Marinha e Ultramar do 48.º governo da Monarquia Constitucional (em funções de 8 de novembro de 1897 e 18 de agosto de 1898) e Ministro do Reino do 60.º governo da Monarquia Constitucional (em funções de 22 de dezembro de 1909 a 26 de junho de 1910).

## Biografia
Nasceu em Lisboa, filho de Anna do Carmo Castagna, originária de uma rica família ítalo-inglesa estabelecida na ilha de Malta, e de Francisco Felisberto Dias Costa, abastado comerciante oriundo de Braga, dos quais ficou órfão aos cinco anos de idade quando ambos faleceram em 1858 vítimas da epidemia de febre amarela.
Concluídos os estudos liceais em Lisboa, a 11 de outubro de 1869, com 16 anos de idade assentou praça, como voluntário, no Exército. Ingressou seguidamente no Curso Geral da Escola Politécnica de Lisboa, que concluiu em 1876, e depois no curso de Engenharia Militar da Escola do Exército, que concluiu em 1879. Na sua carreira militar foi sucessivamente promovido a alferes (1871), tenente (1876), capitão (1887), major (1902), tenente-coronel (1904), terminando no posto de coronel ao qual foi promovido em 25 de outubro de 1910. Embora oficial de engenharia militar, dedicou quase toda a sua carreira profissional ao ensino, à administração de empresas e à actividade política.
No campo pedagógico, foi um dos membros da comissão nomeada pelo Ministro da Guerra para reestruturar o Colégio Militar e reorganizar o seu ensino de forma a equiparar os seus estudos àqueles que eram então ministrado nos liceus centrais. Nomeado professor da Escola do Exército em 1882, distinguiu-se pela elaboração de um manual de legislação militar especificamente destinado ao ensino da respectiva cadeira. Também foi lente no Instituto Industrial e Comercial de Lisboa e, a partir de 1911, do Instituto Superior Técnico.
No campo da administração de empresas, foi um dos directores do Montepio Geral, cargo que ocupou nos anos de 1883 e 1884, e administrador da Companhia dos Caminhos de Ferro Portugueses de 1905 até falecer.
Na política, foi militante do Partido Progressista, tendo sido em 1894 um dos subscritores do manifesto da Liga Liberal. Apesar de não ser tido como um político especialmente influente, era considerado, nas palavras de Raul Brandão, como um homem «severo e taciturno» que exercia as funções políticas «como um soldado». Apesar disso, devido à sua fidelidade a Luciano de Castro, o líder do Partido Progressista, teve uma rápida ascensão política e partidária que lhe permitiu uma muito longa carreira parlamentar. Nessa carreira, foi eleito deputado pela primeira vez em 1889, nas listas do Partido Progressista no círculo uninominal de Arouca, região onde se tornou especialmente influente, sendo por aquele círculo sucessivamente eleito deputado nas eleições gerais de 1890, 1892, 1894, 1897, 1899 e 1900. Nas eleições gerais de 1901 e de 1904 foi eleito pelo círculo plurinominal de Aveiro. Terminou a sua carreira como deputado ao ascender a par do reino, sem direito a sucessão, a 4 de abril de 1905, mantendo-se activo na Câmara dos Pares até à sua extinção em 1910 em resultado da implantação da República Portuguesa.
Na Câmara dos Deputados pertenceu a mais de 30 comissões parlamentares e foi líder da bancada do Partido Progressista de 1900 a 1904, período em que aqule partido era a principal oposição ao governo de Hintze Ribeiro. Apesar da diversidade de comissões a que pertenceu, centrou a sua actividade parlamentar nas questões militares e no ensino técnico, matérias que eram a sua área de especialidade, embora tenha participado em debates sobre muitas outras questões, indo desde questões financeiras, como a questão do bimetalismo na moeda e as regras de negociação de títulos e obrigações, a questões fiscais, como o monopólio do fabrico e venda de fósforos e dos tabacos, à dívida externa e a diversas questões coloniais.
Após a sua ascensão ao pariato foram raras as suas intervenções, apenas merecendo destaque a resposta a Jacinto Cândido sobre a admissão de operários nas oficinas militares e a defesa da acção colonizadora portuguesa.
Para além da sua actividade parlamentar teve funções ministeriais e na alta administração do Estado, tendo sido Ministro da Marinha (1897-1898), Ministro do Reino (1909-1910), Director-Geral do Ultramar e secretário-geral do Ministério da Marinha, cargo para o qual foi nomeado por Decreto de 9 de novembro de 1899. Foi também vogal do Tribunal de Contas.
No Ministério da Marinha esteve em funções entre 8 de novembro de 1897 e 18 de agosto de 1898, substituindo no cargo Barros Gomes. Nestas funções, e como director-geral do Ultramar, adoptou medidas tendentes à ocupação e evangelização dos territórios coloniais, empreendeu a reforma do Colégio das Missões de Cernache do Bonjardim, processo em que contou com o apoio de D. António Barroso. Discordou de Mouzinho de Albuquerque quanto à política a seguir na administração ultramarina, tendo demitido aquele prestigiado oficial do cargo de governador-geral de Moçambique, na sequência de um telegrama pouco correcto por ele enviado.
A sua passagem pelo Ministério do Reino ocorreu já no declinar do regime monárquico, tendo exercido essas funções no penúltimo governo da Monarquia, presidido por Veiga Beirão, estando em funções de 22 de dezembro de 1909 a 26 de junho de 1910. 
Após a implantação da República declarou «a mais absoluta lealdade ao novo regime» mantendo-se até 30 de junho de 1911 como vogal do Tribunal de Contas. Mesmo após a sua saída dquele tribunoal, reafirmou a sua adesão ao regime republicano a 16 de outubro de 1912.

## Obras
- Discurso proferido na Câmara dos Senhores Deputados. Lisboa, 1890;
- Discurso proferido na sessão solene de abertura da Escola do Exército 1896-1897. Lisboa, 1896;
- Institut industriel et commercial de Lisbonne. Histoire, organisation, enseignement. Lisboa, 1900 (publicação destinada à Exposição Universal de 1900 realizada em Paris);
- Instruction publique en Portugal. L'école de l'armée de Lisbonne. Histoire, enseignement, organisation. Lisboa, 1900 (publicação destinada à Exposição Universal de 1900 realizada em Paris).